# 아우토반 64호선
아우토반 64호선(Bundesautobahn 64, BAB 64, A 64)은 독일-룩셈부르크 국경에서 트리어까지 이르는 아우토반 노선으로, 총 연장은 약 14km이다. 그러나 해당 도로를 금방 주행하게 되면 곧장 룩셈부르크까지 바로 연결된다. 접촉 가능한 고속도로로는 아우토반 1호선이 유일하다.

## 갤러리

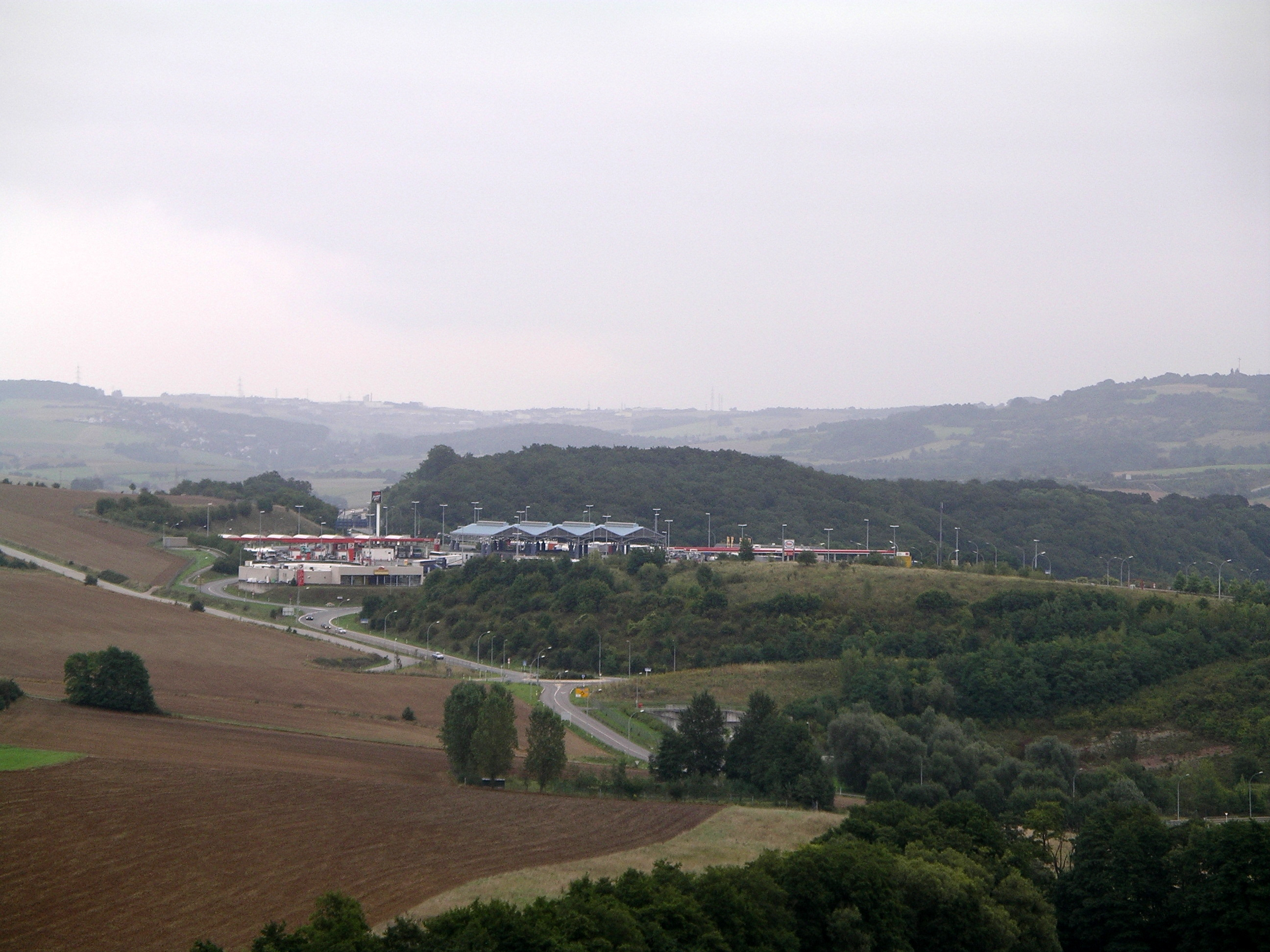
일반 도로의 느낌을 물씬 풍기는 아우토반 64호선